# Charlottesville Men's Pro Challenger
EL  Charlottesville Men's Pro Challenger  es un torneo profesional de tenis. Pertenece al ATP Challenger Series. Se juega desde el año 2009 sobre pistas duras, en Charlottesville, Estados Unidos.

## Palmarés

### Individuales
| Año  | Campeón            | Finalista        | Resultado        |
| ---- | ------------------ | ---------------- | ---------------- |
| 2021 | Stefan Kozlov      | Aleksandar Vukic | 6–2, 6–3         |
| 2020 | No celebrado       | No celebrado     | No celebrado     |
| 2019 | Vasek Pospisil     | Brayden Schnur   | 7–6(2), 3–6, 6–2 |
| 2018 | Tommy Paul         | Peter Polansky   | 6–2, 6–2         |
| 2017 | Tim Smyczek        | Tennys Sandgren  | 6–7(5), 6–3, 6–2 |
| 2016 | Reilly Opelka      | Ruben Bemelmans  | 6–4, 2–6, 7–6(5) |
| 2015 | Noah Rubin         | Tommy Paul       | 3–6, 7–6(7), 6–3 |
| 2014 | James Duckworth    | Liam Broady      | 5–7, 6–3, 6–2    |
| 2013 | Michael Russell    | Peter Polansky   | 7–5, 2–6, 7–6(5) |
| 2012 | Denis Kudla        | Alex Kuznetsov   | 6–0, 6–3         |
| 2011 | Izak van der Merwe | Jesse Levine     | 4–6, 6–3, 6–4    |
| 2010 | Robert Kendrick    | Michael Shabaz   | 6–2, 6–3         |
| 2009 | Kevin Kim          | Somdev Devvarman | 6–4, 6–7(8), 6–4 |

### Dobles
| Año  | Campeones                         | Finalistas                          | Resultado          |
| ---- | --------------------------------- | ----------------------------------- | ------------------ |
| 2021 | William Blumberg Max Schnur       | Treat Huey Frederik Nielsen         | 3–6, 6–1, [14–12]  |
| 2020 | No celebrado                      | No celebrado                        | No celebrado       |
| 2019 | Mitchell Krueger Blaž Rola        | Sekou Bangoura Blaž Kavčič          | 6–4, 6–1           |
| 2018 | Harri Heliövaara Henri Laaksonen  | Toshihide Matsui Frederik Nielsen   | 6–3, 6–4           |
| 2017 | Denis Kudla Danny Thomas          | Jarryd Chaplin Miķelis Lībietis     | 6–7(4–7), 1–4 ret. |
| 2016 | Brian Baker Sam Groth             | Brydan Klein Ruan Roelofse          | 6–3, 6–3           |
| 2015 | Chase Buchanan Tennys Sandgren    | Peter Polansky Adil Shamasdin       | 3–6, 6–4, [10–5]   |
| 2014 | Treat Huey Frederik Nielsen       | Lewis Burton Marcus Willis          | 3–6 6–3 [10–2]     |
| 2013 | Steve Johnson Tim Smyczek         | Jarmere Jenkins Donald Young        | 6–4, 6–3           |
| 2012 | John Peers John-Patrick Smith     | Jarmere Jenkins Jack Sock           | 7–5, 6–1           |
| 2011 | Treat Conrad Huey Dominic Inglot  | John Paul Fruttero Raven Klaasen    | 4–6, 6–3, [10–7]   |
| 2010 | Robert Kendrick Donald Young      | Ryler DeHeart Pierre-Ludovic Duclos | 7–6(5), 7–6(3)     |
| 2009 | Martin Emmrich Andreas Siljeström | Dominic Inglot Rylan Rizza          | 6–3, 6–2           |